# Cieśle (województwo świętokrzyskie)
Cieśle – wieś sołecka w Polsce położona w województwie świętokrzyskim, w powiecie włoszczowskim, w gminie Krasocin.
| SIMC    | Nazwa     | Rodzaj     |
| ------- | --------- | ---------- |
| 0245658 | Dziadówki | przysiółek |
| 0245664 | Górka     | część wsi  |

## Historia
Cieśle w wieku XIX opisano  jako: wieś w powiecie jędrzejowskim, gminie i parafii Małogoszcz. Leży o 4 wiorsty na północny zachód od Małogoszczu, posiada marmur szaraczkowy. W 1827 r. były tu 34 domy i 340 mieszkańców. W 1880 były 52 domy.
Nazwa Cieśle pojawia się w dokumentach z 1306 roku jako „Cessle”, następnie w roku 1423 „Czeslyje”, 1508 „Czeslye” w registrach poborowych 1540 wymienia się Czieslie, w roku 1789 Cieśle, tak też w słowniku.
W latach 1954–1970 wieś należała i była siedzibą władz gromady Cieśle, po przeniesieniu siedziby i zmianie nazwy gromady, w gromadzie Bukowa. W latach 1975–1998 miejscowość administracyjnie należała do województwa kieleckiego.